# Rondom
Rondom is een gratis huis-aan-huisblad in België. Het blad verschijnt in twee edities: Rondom Sint-Niklaas en Rondom Beveren.
De originele naam van het blad was Passe-Partout, maar in 2012 werd het door uitgeverij Corelio omgedoopt tot Rondom. Eind 2019 werden 13 edities van Rondom overgenomen door de Primetime Communication Group, waarbij enkele opnieuw onder de naam Passe-Partout werden uitgebracht. De edities Rondom Beveren, Rondom Pajottenland en Rondom Sint-Niklaas behielden hun oude naam.